# Mariam Dao Gabala
Jacqueline Mariam Dao-Gabala (1960) es una emprenderora económica y activista marfileña por los derechos de las mujeres y líder de la ONG Oikocredit en Costa de Marfil. 
Diplomada por la Escuela de Comercio de Abiyán, capital de Costa de Marfil, en 1983 y de HEC Paris en 1984, sus primeros pasos profesionales son como directora financiera. Más tarde trabaja como asesora para la OIT, reforzando las capacidades de las mujeres profesionales de Senegal, Mali y Costa de Marfil. Desde 1987 dirige en este último país la ONG Oikocredit, dedicada a la concesión de microcréditos. Fue cofundadora de la organización Coalición de las Mujeres Líderes de Costa de Marfil organización creada en abril de 2003 por 100 mujeres marfileñas líderes en diversos temas para fomentar la participación de las mujeres en el desarrollo económico del país.